# Джеронимо
Джеро́нимо (англ. Geronimo; мескалеро-чирикауанский апаче Гоятлай (Goyaałé), «Тот, кто зевает»; 16 июня 1829 — 17 февраля 1909) — индейский знахарь и военный предводитель чирикауа-апачей, который в течение 25 лет возглавлял борьбу против вторжения США на землю своего племени. В 1886 году был вынужден сдаться американской армии.

## Биография
Гоятлай (Джеронимо) родился в племени бедонкое, которое является фратрией племени чирикауа (входящего в состав нации апачей), вблизи реки Хила, на территории современного штата Аризона, в то время — во владении Мексики, однако семья Джеронимо всегда считала эту землю своей.
Происхождение прозвища Джеронимо неизвестно. Некоторые считают, что оно произошло от Святого Иеронима (в западном произношении: Джером), которого мексиканские враги Гоятлая призывали на помощь во время сражений. По другой версии прозвище Джеронимо — транскрипция того, как дружественные ему мексиканские торговцы произносили настоящее имя Гоятлая.
Родители Джеронимо обучили его в соответствии с традициями апачей. Он женился на женщине из племени чирикауа и имел трёх детей. 5 марта 1851 (или 1858) года отряд из 400 мексиканских солдат из штата Сонора под руководством полковника Хосе Мария Карраско напал на лагерь Джеронимо возле Ханоса в то время, как большинство мужчин племени отправились в город торговать. Среди убитых оказались жена, дети и мать Джеронимо.
Вождь племени Мангас Колорадас решил отомстить мексиканцам и отправил Гоятлая к Кочису за помощью. Хотя, по словам самого Джеронимо, он никогда не был вождём племени, с этого момента он стал его военным лидером. Для племени чирикауа это также означало, что он был и духовным лидером. Именно Джеронимо возглавлял многие рейды против мексиканцев, а впоследствии и против армии США.
Всегда уступая противнику числом в сражении с мексиканскими и американскими войсками, Джеронимо прославился своими отвагой и неуловимостью, которые он демонстрировал с 1858 по 1886 год. В конце его военной карьеры он возглавлял крошечный отряд из 38 мужчин, женщин и детей. Целый год за ним охотились 5 тысяч солдат армии США (четверть всей американской армии на тот момент) и несколько отрядов мексиканской армии. Люди Джеронимо были одними из последних независимых индейских воинов, отказавшихся признать власть правительства Соединённых Штатов на Американском Западе.
По наводке пленённого апача его убежище было обнаружено, и 4 сентября 1886 года на западной стороне Каньона скелетов (Аризона) Джеронимо (с 30-50 мужчинами, женщинами и детьми) был вынужден сдаться американскому генералу Нельсону Майлзу (с войском в 5000 солдат), что положило конец сопротивлению. Президент США Гровер Кливленд предложил повесить Джеронимо, но эта идея не получила достаточной поддержки. Джеронимо и другие воины были отправлены в Форт-Пикенс, штат Флорида, а его семья — в Форт-Мэрион. Они воссоединились в мае 1887 года, когда все вместе были перевезены в Казармы Маунт-Вернон в Алабаме на пять лет. В 1894 году Джеронимо перевезли в Форт-Силл в Оклахоме.
В 1903 году Джеронимо был обращён в христианство.

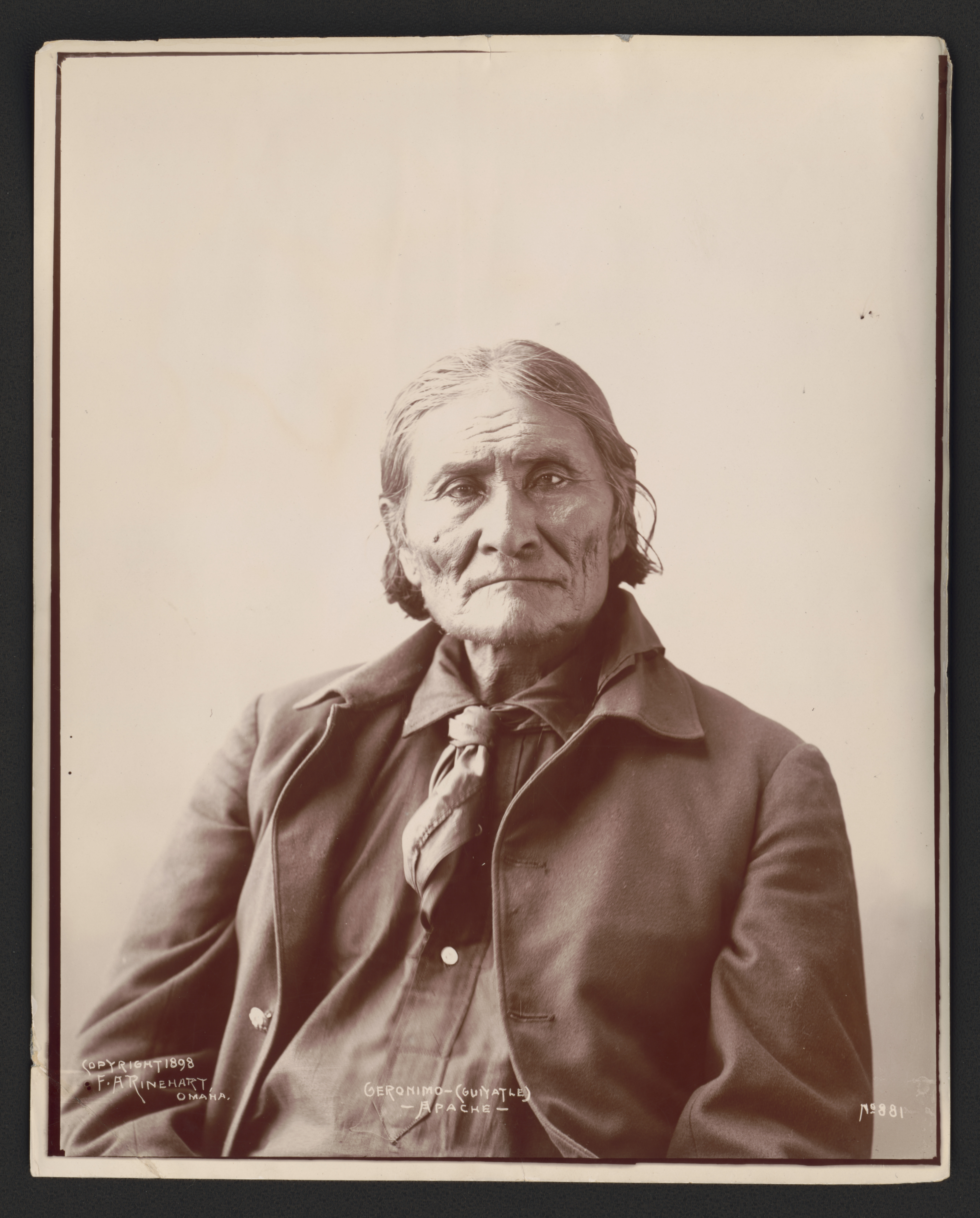
Джеронимо (1898 г.)

В пожилом возрасте он стал знаменитостью: появлялся на выставках, включая Всемирную выставку 1904 года в Сент-Луисе, штат Миссури, где продавал сувениры и собственные фотографии. Однако вернуться на землю предков ему не разрешалось. В 1905 году Джеронимо участвовал в параде по случаю инаугурации президента США Теодора Рузвельта. Он обратился к президенту с просьбой вернуть его племя обратно в Аризону, но получил отказ.
В начале 1909 года 79-летний Джеронимо упал с коня и до утра пролежал на земле. Через три дня — 17 февраля 1909 года — он умер от пневмонии в Форте-Силл и был похоронен на местном кладбище пленных индейцев-апачей.

## Автобиография
В 1905 году Джеронимо согласился рассказать свою историю С. М. Барретту, главе департамента образования в Лотоне (территория Оклахома). Барретт обратился за разрешением к президенту Рузвельту, чтобы опубликовать книгу. Джеронимо рассказывал только то, что хотел рассказать, не отвечал на вопросы и ничего не менял в своём повествовании. Предположительно, Барретт не делал собственных крупных изменений в рассказе Джеронимо. Фредерик Тёрнер позже переиздал эту автобиографию, убрав примечания Барретта и написав введение для не-апачей. Автобиография была опубликована с разрешения президента Теодора Рузвельта.

## Экранизации
- 1939 — «Джеронимо»[англ.] (США), первый фильм о вожде апачей от кинокомпании «Paramount Pictures»; в роли вождя — Чиф Тандерклауд[англ.].
- 1939 — вестерн «Дилижанс», где в роли Джеронимо выступил циркач Вайтхорс (Белая Лошадь).
- 1950 — фильм «Сломанная стрела[англ.]» (США).
- 1952 — фильм «Индейское восстание»[англ.] (США) режиссёра Рэя Назарро[англ.]. Одним из главных действующих лиц является Джеронимо, роль которого исполнил мексиканский актёр Мигель Инклан[англ.].
- 1962 — фильм «Джеронимо»[англ.] (США) от кинокомпании «Metro-Goldwyn-Mayer» режиссёра Арнольда Лэвена. В роли вождя — Чак Коннорс.
- 1993 — кинофильм «Джеронимо: американская легенда» режиссера Уолтера Хилла от кинокомпании «Columbia Pictures». В главной роли — Уэс Стьюди.
- 1993 — фильм «Джеронимо»[англ.] режиссера Роджера Янга с Джозефом Ранинфоксом в главной роли; компания «Turner pictures».